# Trox alpigenus
Trox alpigenus är en skalbaggsart som beskrevs av Zhang 1988. Trox alpigenus ingår i släktet Trox och familjen knotbaggar. Inga underarter finns listade i Catalogue of Life.